# Rennebaum
Rennebaum (weitere Ableitungen: Rennbaum, Rennboem) ist ein in Westfalen und dem Niederrhein verbreiteter Orts- und Flurname. Ein Rennbaum hingegen war eine sehr einfache Form eines Rammbocks.
Rennebaum ist ein aus dem Mittelniederdeutschen stammender Appellativ, der in Urkunden seit dem 14. Jahrhundert als rên-bôm, renn-bôm belegt ist. Seine Bedeutung ist Grenzbaum, also ein Schlagbaum an einer Grenze. Im Mittelniederdeutschen Wörterbuch (Band III) und  wird rên mit seinen Nebenformen ronne, runne, rein als „Ackersaum“, „Rain“, „Grenze“ angegeben. Bôm ist eine alte Form von Baum; hier die hölzerne Stange eines Schlagbaums oder eine Wegsperre. Orte mit diesem Namen lagen oft an einer Grenze oder an einer Zoll erhebenden Wegsperre (Zoll im Sinne von Straßenmaut).

## Beispiele
- Rennebaum bei Polsum (Marl)
- Rennboem in Aplerbeck (Dortmund)
- Rennebaum in Rentfort (Gladbeck)[2]
- Rennebaum bei Hiddinghausen (Sprockhövel)
- Rennbaum bei Hahnerberg (Wuppertal)
- Rennbaum bei Rindern (Kleve)
- Rennbaum in Leverkusen-Opladen